# Dobrády Ákos
Dobrády Ákos (Győr, 1975. szeptember 7. –) EMeRTon-díjas magyar énekes, a TNT együttes tagja.

## Életpályája
Nyolcéves korában beiratkozott szolfézsra, családjában unokanővére tanult zongorázni és Ákos kedvet kapott tőle. Szülei támogatták zeneszeretetét, ezért egy bécsi zongorával ajándékozták meg. Az első négy évben klasszikusokat játszott, majd áttért a könnyűzenére. Tizenhat évesen már a vendéglátóiparban, az éjszakában dolgozott Győrben és környékén. A zene mellett kézilabdázott is, egy idő után eljött a pillanat, amikor választania kellett. 1995-ben, barátjával és edzőtársával Intivel, Zuber Krisztiánnal felköltöztek Budapestre, ahol egy stúdióban Császár Előd segítségével, aki nagy fantáziát látott a fiúkban, nekiláttak első lemezük elkészítéséhez. 
A TNT zenekar 300 000 eladott albummal, 5 arany-, 4 platina- és 1 gyémántlemezzel büszkélkedhet. A TNT Bumm-Bumm albuma később elérte a platinalemez minősítést és az Unplugged (Másképpen) album 2-szeres platinalemez lett. A Koncert a Kisstadionban pedig aranylemez lett. A TNT albumokhoz tartozik a Bumm-Bumm, Bomba, Három, Unplugged-Másképpen, Egyetlen szó, Koncert a Kisstadionban és a Best Of.
A TNT együttes tagjai 2005-ben úgy döntöttek, hogy külön utakon folytatják zenei karrierjüket. Ákoshoz olyan slágerek fűződnek a TNT-ből, mint a Titkos üzenet, Bolond, aki sír, a Ha nem jön álom a szememre, Híd a folyót és a Kicsi gesztenye. 
2003-ban Szekeres Adrien és férje, (Kiss Gábor) felkérte Ákost, hogy a Híd a folyót dalt énekelje el Adriennel duett formában. Ákosnak Adrienn az egyik kedvenc énekesnője[forrás?], ezért elvállalta a felkérést és felénekelte Adriennel a duettet. A dalt nem Ákos szerezte, Kiss Gábor a zeneszerzője és a dal szövegét Gábor társa, Simon Attila írta.
A dalból óriási siker lett, a YouTube videomegosztó portálon több mint 1 200 000 alkalommal nézték meg.
A TNT feloszlása után a TNT oldal is megszűnt és Ákos 2006 tavaszán a kiadta a Te vagy a hangszerem című kislemezt, majd 2006 novemberében jelent meg első szólólemeze Fekete gyémánt címmel az mTon / Magneoton (Warner Music) gondozásában. A Magyar Rádió Ákost EMeRTon-díjjal jutalmazta, melyet „Az év legjobb énekese”-ként vehetett át.
2009-ben Emilia Rydberg énekesnővel, a Big Big World énekesével felénekelte a Szerelemre hangolva / Side by side című dalt, amelyet ő maga komponált. A dal sokáig vezette a slágerlistákat a rádióban és a hozzá készült videóklipet a YouTube-on több mint 3 346 157 alkalommal nézték meg. Még ebben az évben megjelent második szólólemeze a Seven Music Records gondozásában, a Közelebb egymáshoz című album. Az albumot a Syma Csarnokban mutatta be, ahol 6000 ember előtt énekelt. A koncerten fellépett Emilia Rydberg is, akivel a Szerelemre hangolva / Side by side című duettdalt bemutatták. Ezenkívül Emilia előadta a legnépszerűbb dalát, az 1998-ban slágerlistás Big Big World-öt. Akik részt vettek a koncerten, azok karácsonyi ajándékként megkapták Ákos második szólólemezét, a Közelebb egymáshoz című lemezt.
2010 márciusában hivatalosan is megjelent második szólólemeze, a Közelebb egymáshoz a Koncert a Syma Csarnokban DVD-vel együtt. Akik már rendelkeztek a Közelebb egymáshoz albummal, azok a Koncert a Syma Csarnokban DVD-t külön is megvehették.
2010-ben énekelt duettet Patai Annával, a Pár nap még nem a világ című dalt. A vidám dal karácsonyi témájú.
2011-ben egy nosztalgiakoncert erejéig újra összeállt a TNT zenekar: 15 éves jubileumi koncertet adtak a Papp László Budapest Sportarénában május 21-én 20:00-tól. Ezen kívül 2011-ben Fonogram díjra jelölték a legjobb modern pop/rock album kategóriában, a Közelebb egymáshoz című albumával, mely a második szólólemeze volt. Magyar Tolerancia Díjra is jelölték "Legjobb énekes"  kategóriában.
2011-től 2014-ig a TV2 népszerű műsora, A nagy duett zsűritagja volt.

## Diszkográfia

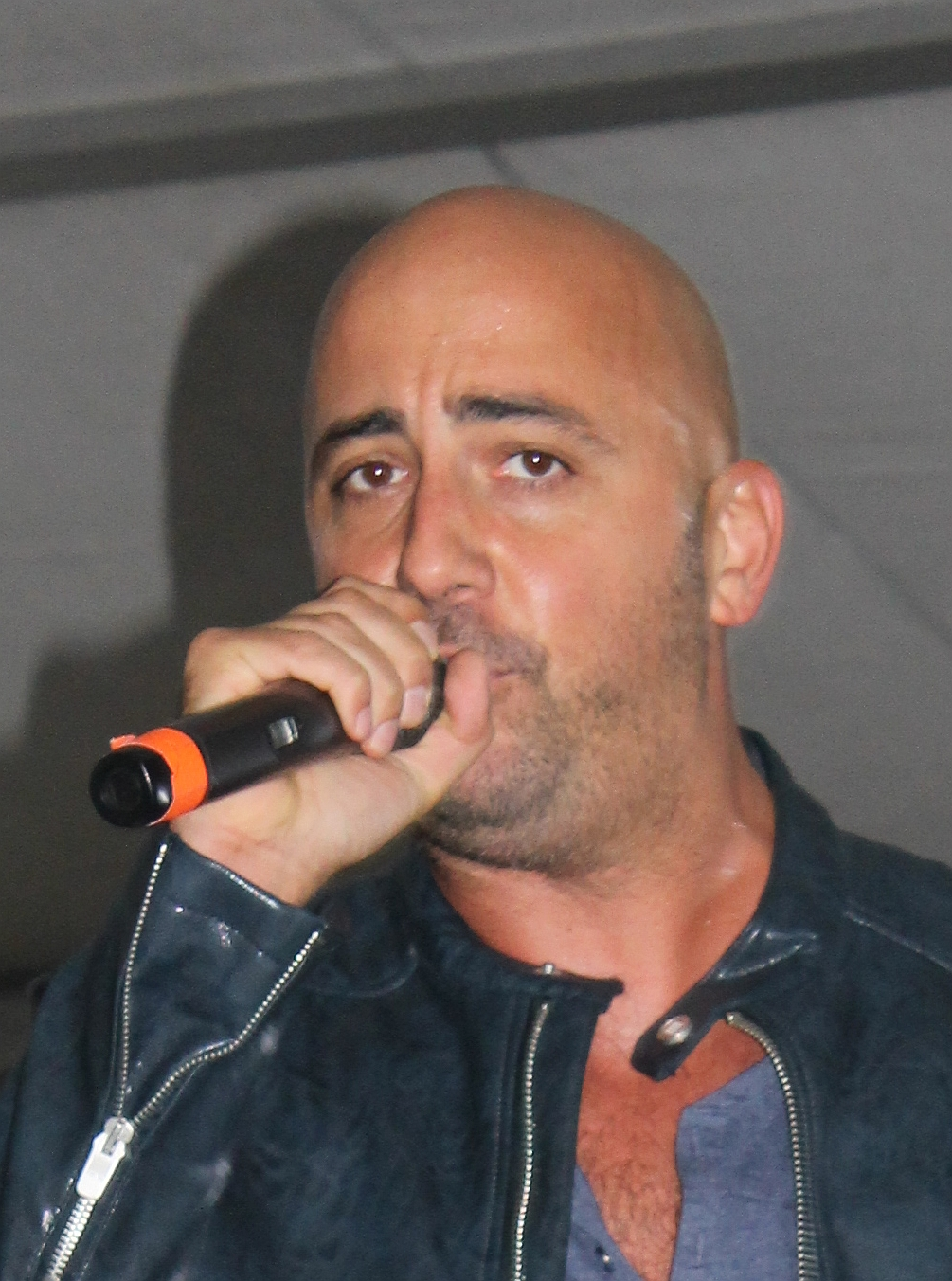
Dobrády Ákos (2014)

### Albumok/TNT
- Bomba
- Bumm Bumm
- Három
- Unplugged / Másképpen
- Egyetlen szó
- TNT Koncert a Kisstadionban

Videóklipek / TNT :
- Titkos üzenet
- Rendőrnő
- Fogd a kezem
- Tiltott perc
- Bolond, aki sír
- Sírni tudnék
- Holnap hazautazom
- Fogd a kezem
- ....miért vagy szomorú?
- Kicsi gesztenye
- Nem jön álom a szememre
- Nem találok szavakat
- Hova visz a hajó
- Egyetlen szó

Közreműködés videóklipekben:
- Híd a folyót feat. Szekeres Adrien / Album TNT – Egyetlen szó

Szekeres Adrien – Olthatatlanul
Videóklipek / Szóló :
- Te vagy a hangszerem / Album : Fekete gyémánt
- Fekete gyémánt / Album : Fekete gyémánt
- Szerelemre hangolva / Side by side feat. Emilia Rydberg  Album : Közelebb egymáshoz

### Albumok/Szóló
| Év   | Album                                                               | Legmagasabb helyezés                   | Minősítés |
| Év   | Album                                                               | MAHASZ Top 40 album- és válogatáslemez | Minősítés |
| ---- | ------------------------------------------------------------------- | -------------------------------------- | --------- |
| 2006 | Fekete gyémánt - 1. stúdióalbum - Megjelenés: 2006                  | 7                                      |           |
| 2010 | Közelebb egymáshoz - 2. stúdióalbum és DVD lemez - Megjelenés: 2010 | 13                                     |           |

#### Slágerlistás dalok
| Év                  | Dal                                      | Legmagasabb helyezés | Legmagasabb helyezés   | Legmagasabb helyezés | Legmagasabb helyezés | Legmagasabb helyezés         | Legmagasabb helyezés | Album              |
| Év                  | Dal                                      | VIVA Chart           | Mahasz Editors’ Choice | Mahasz Rádiós Top 40 | Mahasz Dance Top 40  | MAHASZ Single (track) Top 10 | EURO 200             | Album              |
| ------------------- | ---------------------------------------- | -------------------- | ---------------------- | -------------------- | -------------------- | ---------------------------- | -------------------- | ------------------ |
| 2006                | Fekete gyémánt                           | ?                    | 14                     | 3                    |                      | 9                            | 158                  | Fekete gyémánt     |
| 2006                | Te vagy a hangszerem                     | ?                    | 25                     | 7                    |                      |                              | 117                  | Fekete gyémánt     |
| 2009                | Szerelemre hangolva feat. Emilia Rydberg |                      | 24                     | 11                   |                      |                              |                      | Közelebb egymáshoz |
|                     |                                          | Összesítés           |                        |                      |                      |                              |                      |                    |
| 1. helyezett számok |                                          |                      |                        |                      |                      |                              |                      |                    |
| Top 10-be bekerült  | Top 10-be bekerült                       |                      |                        | 2                    |                      | 1                            |                      |                    |
| Top 40-be bekerült  | Top 40-be bekerült                       |                      | 3                      | 3                    |                      | 1                            |                      |                    |

## Díjak
- 1997 – Silver Voice – Az Év felfedezettje díj
- 1998 – MAHASZ Arany Zsiráf – Az Év Dance Albuma
- 2000 – MAHASZ Arany Zsiráf – Az Év Dance Albuma
- 2003 – Jakab líra díj – Nem jön álom a szememre c. dalért
- 2003 – Popcorn – Nem jön álom a szememre – Az év dala
- 2003 – Jakab líra díj – Híd a folyót c. dalért
- 2003 – Popcorn – Híd a folyót – Az év dala
- 2006 – Magyar Rádió – Emerton díj – Az év legjobb énekese
- 2011 – Magyar Toleranciadíj